# 姚轶滨
姚轶滨（1985年3月26日—），出生于吉林长春。中国广播和电视新闻主播、记者。2004年东北师范大学附属中学高中，2008年中国传媒大学播音与主持艺术学院本科，2010年英国利兹大学国际新闻硕士毕业。现供职于中央广播电视总台中国之声，主持《新闻晚高峰》、《全国新闻联播》等节目，同时兼任央视新闻频道《24小时》主播。

## 简历
据姚轶滨在《中央广播电视总台2019主持人大赛》的3分钟自我展示中透露，姚轶滨的父亲为姚平，系吉林大学中日联谊医院耳鼻咽喉头颈外科主任医师、教授。姚轶滨并没有“子承父业”当一名医生——相反，他成为了一名广播节目主持人。
2010年从英国留学回国后，姚轶滨正式进入中国之声。初为国际新闻编辑，后又陆续担任记者、策划、主播等职务。
先后在中国之声主持《新闻晚高峰》、《一周人物》、《全国新闻联播》等节目，现为《新闻晚高峰》、《全国新闻联播》主持人。
除常规主持外，亦曾参加“日本3·11大地震”、“芦山地震”、“东方之星客船长江翻沉”、“巴黎系列恐怖袭击”等突发事件和重大直播报道。
2019年参加《中央广播电视总台2019主持人大赛》，获得全国30强，新闻类15强，成绩不俗。之后在总决赛中表现出色，董卿评委连连赞誉，并最终赢得主持人大赛铜奖。
2020年7月10日，姚轶滨成为央视新闻频道《24小时》主播，这也是他首次作为电视新闻主播出镜。

## 获奖与提名
- 2013年第四届中央人民广播电台十佳播音员主持人最佳新人奖[5][來源可靠？]
- 2015年第五届中央人民广播电台十佳播音员主持人优秀奖[6]